# Multisystem inflammatory syndrome in children
Multisystem inflammatory syndrome in children (MIS-C) er en sygdom, der kan opstå hos børn og unge i alle aldersgrupper, der har været inficeret med SARS-CoV-2-virus, der forårsager sygdommen covid-19.
Sygdommen opstår 1-6 uger efter infektionen med SARS-CoV-2, trods begrænsede og ingen symptomer på covid-19. De fleste får symptomer efter tre ugers tid. MIS-C kan vise sig ved feber, opkast og mavesmerter og kan desuden påvirke hjertet, huden, tarmene eller slimhinderne. Feberen skal ifølge WHO have varet i tre dage, før der kan være tale om MIS-C. Der er en hypotese om, at sygdommen skyldes en overreaktion fra immunforsvaret på en virusinfektion, som er under kontrol.
Sygdommen vurderes at ramme et sted mellem 1 ud af 2000 og 1 ud 4000 børn, der har været smittet med covid-19.